# شونشتدت
شونشتدت (به آلمانی: Schönstedt) یک شهر در آلمان است که در اونستروت-هاینیش واقع شده‌است. شونشتدت ۱٬۴۳۲ نفر جمعیت دارد.